# Selínia
Selínia (Selinia) är en ort i Grekland.   Den ligger i prefekturen Nomós Piraiós och regionen Attika, i den sydöstra delen av landet, 17 km väster om huvudstaden Aten. Selínia ligger 19 meter över havet och antalet invånare är 2 509. Den ligger på ön Salamis.
Terrängen runt Selínia är varierad. Havet är nära Selínia åt sydost. Närmaste större samhälle är Aten, 17,0 km öster om Selínia. 